# 중국 영화
중국 영화는 중국의 영화로 홍콩 영화와 대만 영화가 포함된다.
현재 본토에서 생산되는 영화 다수는 표준 중국어를 사용한다. 본토 영화는 홍콩에 수출할 때 광둥어로 이따금씩 더빙으로 이루어진다.
2010년 기준으로 중국의 영화는 연간 생산되는 특집 영화 수로 따지면 3번째로 큰 영화 산업이다.
2011년에는 791개의 영화가 중국에서 생산되었으며 중국 영화는 전체 박스 오피스(약 20억 미국 달러)의 54%를 벌어들였다.

## 같이 보기
- 홍콩 영화
- 대만 영화